# مارتین کارپلوس
مارتین کارپلوس (به آلمانی: Martin Karplus) (زاده ۱۵ مارس ۱۹۳۰ – درگذشته ۲۸ دسامبر ۲۰۲۴) شیمی‌دان نظری آمریکایی زاده اتریش بود که در سال ۲۰۱۳ به همراه آریه وارشل و مایکل لویت موفق به دریافت جایزه نوبل شیمی شد.
مارتین کارپلوس در ۲۸ دسامبر ۲۰۲۴، در سن ۹۴ سالگی درگذشت.